# Griseosphinx
Griseosphinx is een geslacht van vlinders uit de onderfamilie Macroglossinae van de familie pijlstaarten (Sphingidae).

## Soorten
- G. corolla Cadiou & Kitching, 1991
- G. cottoni Cadiou & Kitching, 1991
- G. hyperion Cadiou & Kitching, 1991
- G. marchandi Cadiou, 1996
- G. montana Cadiou & Kitching, 1991
- G. preechari Cadiou & Kitching, 1990